# Gymnangium longicorne
Gymnangium longicorne är en nässeldjursart som först beskrevs av Busk 1852.  Gymnangium longicorne ingår i släktet Gymnangium och familjen Aglaopheniidae. Inga underarter finns listade i Catalogue of Life.